# 台湾茀蕨
台湾茀蕨（学名：Phymatopteris taiwanensis）为水龙骨科茀蕨属下的一个种。